# Žebračenka

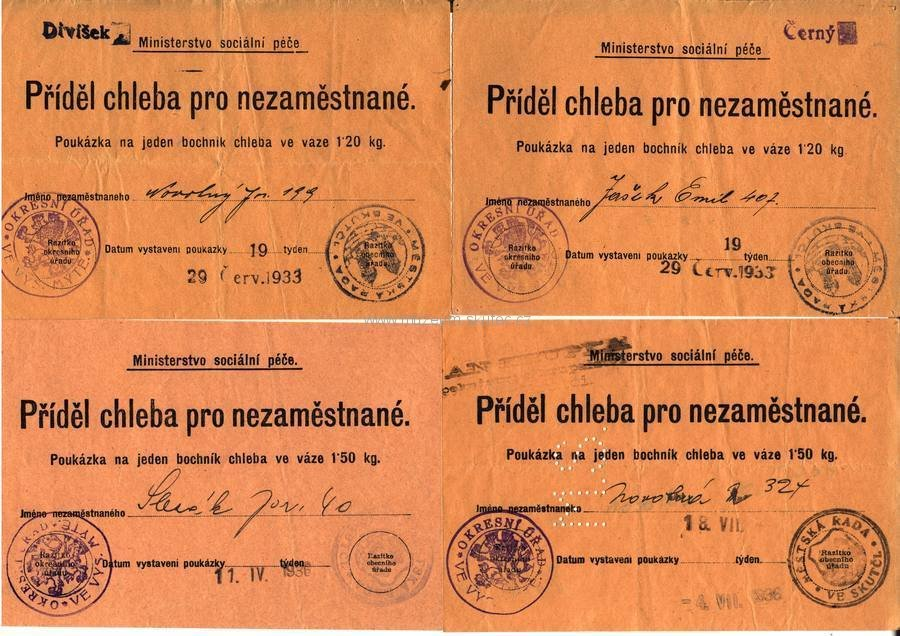
Žebračenky

Žebračenka nebo almuženka nebo almužní poukázka byla v Československu od roku 1927 poukázka na stravu či oděv. Byla určená pro nezaměstnané a sociálně slabé, kteří ji dostávali od státu místo peněz, které by mohli promrhat. Termín žebračenka se začal znovu používat i v České republice, kde jsou takto slangově nazývány poukázky na nakoupení základních potravin a hygienických potřeb, které dostávají sociálně potřební.

## Historie
V užším smyslu se jako „žebračenky“ označují zejména potravinové poukázky přidělované v Československu nezaměstnaným v letech 1930–1939 (v důsledku světové hospodářské krize). Stát přiděloval poukázky na podporu pro nezaměstnané v rámci státní stravovací akce. 
V srpnu 1930 Ministerstvo sociální péče nezaměstnaným týdně přidělovalo poukázky v hodnotě 10 až 20 Kč, za které si mohli jejich držitelé v určitých dnech vyměnit potraviny. Jejich přidělování se řídilo určitými pravidly. Poukázky nedostávali ti, kteří od roku 1929 nebyli nejméně 3 měsíce nepřetržitě zaměstnáni (sezónní dělníci až 6 měsíců); dále ti, kteří dostávali jakoukoliv jinou, byť i velmi malou podporu, byli vlastníky domku, nepřijali práci, kterou jim nabídla zprostředkovatelna práce nebo nějaký úřad, a podobně. Ze začátku se přidělovaly poukázky pouze na 2 měsíce, postupně se však čas prodlužoval. O přidělování rozhodovaly okresní a obecní sociální komise, okresní a notářské úřady. Ministerstvo sociální péče poskytovalo poukázky podle objemu financí, které mělo k dispozici. 
Po roce 1933 odpracovávali nezaměstnaní jako protihodnotu za žebračenky bezplatně určitý počet pracovních dnů. Práci zadávali notáři, starostové, různé úřady a jejím odmítnutím skončilo i přidělování přídělů potravin. Vyskytovaly se i případy zneužívání, defraudace a spekulace s poukázkami ze strany úředníků pro jejich vlastní obohacení. 

## Současnost
Zákonem o pomoci v hmotné nouzi je stanoveno, že příjemci příspěvku na živobytí, který pobírá dávku déle jak 6 měsíců v posledních 12 měsících, bude tato dávka vyplácena tak, že nejméně 35 % a nejvýše 65 % dávky bude vyplaceno typizovanými poukázkami opravňujícími k nákupu zboží ve stanovené hodnotě. Úřad práce ČR má vždy možnost zvolit podíl částky, která bude vyplácena poukázkami a ministerstvo práce a sociálních věcí doporučuje, aby při posuzování výplaty dávky bylo zohledněno, zda je možné a v jaké míře v dané lokalitě platit poukázkami.
Za tyto poukázky lze zakoupit zboží k zajištění základních životních potřeb jako potraviny a nápoje, základní hygienické a lékárenské zboží, oděvy, obuv, školní pomůcky a dětské zboží. Nelze za ně pořídit alkohol a tabákové výrobky. Poukázky nejsou určeny na nákup léků a k úhradě doplatků za léky. Rovněž je nelze uplatňovat v optikách. V lékárnách lze poukázky uplatnit na koupi lékárenského zboží (například teploměr, dětské pleny), speciálních potravin (například bezlepkových či diabetických), drogistického zboží apod. Lze platit libovolným počtem kusů a není nastaven žádný limit pro úhradu. Poukázky také nejsou zaměnitelné za peníze. Přestože tento systém omezuje možnosti zneužívání dávek, objevila se i kritika, podle které je výplata dávek časově i administrativně náročnější a méně bezpečná.
Výše poukázek je různá, příjemci je dostávají v nominálních hodnotách 20, 25, 30, 50, 100, 200 a 500 Kč. Úřad práce odebírá poukázky od 3 dodavatelů - Edenred, Sodexo a Šek Servis - kteří jsou zavázáni k pravidelnému rozšiřování a aktualizaci partnerské sítě tak, aby lidé, kteří jsou příjemci poukázek, mohli jejich prostřednictvím zaplatit ve většině prodejen v obci bez ohledu na její velikost.